# Charles Rogier

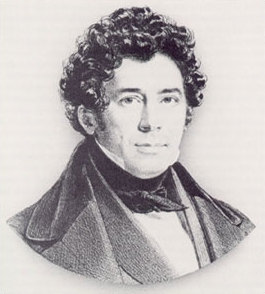
Charles Rogier

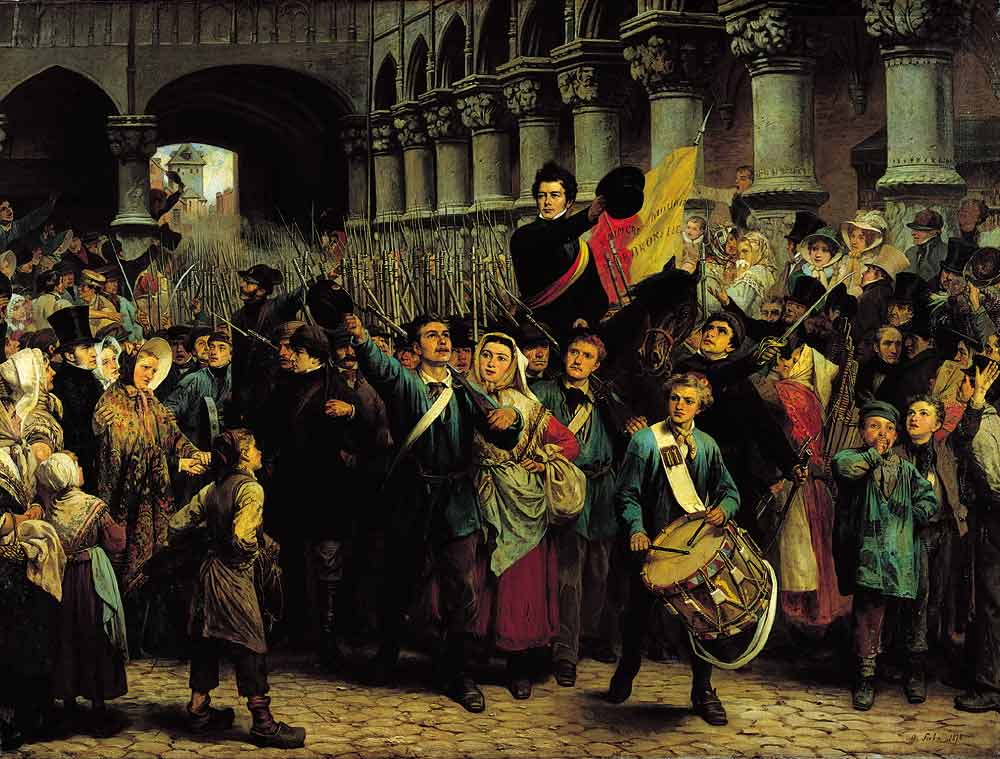
Rogier führt das Lütticher Freikorps an (Gemälde von Soubre, 1878)

Charles Rogier (ndl. auch Karel Rogier) (* 16. August 1800 in Saint-Quentin; † 27. Mai 1885 in Saint-Josse-ten-Noode) war ein liberaler belgischer Politiker und Premierminister.

## Biografie
Rogier stammte aus Nordfrankreich, erhielt seine Schulbildung aber in Lüttich. Nachdem er Rechtswissenschaften studiert hatte, wurde er Journalist und veröffentlichte die oppositionellen Lettres d’un bourgeois de Saint-Martin. Während der revolutionären Ereignisse 1830, die zur Unabhängigkeit Belgiens vom Vereinigten Königreich der Niederlande führten, eilte er mit 300 bewaffneten Freiwilligen nach Brüssel und beteiligte sich hier am Straßenkampf. Er gehörte der vorläufigen Regierung an und wurde Abgeordneter im Nationalkongress. Im Juni 1831 wurde er Gouverneur in Antwerpen und von 1832 bis 1834 zum ersten Mal Premierminister und gleichzeitig Innenminister Belgiens. Auf seine Initiative wurde mit der 1835 eröffneten Verbindung zwischen Mechelen und Brüssel eine der ersten Eisenbahnstrecken auf dem europäischen Festland gebaut.
Nachdem er wegen einer Auseinandersetzung mit dem Republikaner Alexandre Gendebien vom Ministerium zurücktreten musste, war er von 1834 bis 1840 wieder Gouverneur von Antwerpen und von 1840 bis 1841 Minister der öffentlichen Arbeiten. Anschließend war er als Abgeordneter Antwerpens Mitglied der Zweiten Kammer und tat sich hier als Wortführer der liberalen Opposition hervor.
Die Wahlen 1847 veränderten das politische Leben Belgiens von Grund auf. Die Liberalen konnten die Wahl mit absoluter Mehrheit gewinnen und eine homogene Regierung stellen. Rogier, erneut Premierminister und Innenminister, betrieb nun eine Politik, die ganz auf einem Parteiprogramm basierte, auch wenn der konservative Flügel doch sehr starken Einfluss hatte.
Als im Revolutionsjahr 1848 auch in Belgien Unruhen ausbrachen und die Zukunft des Landes bedroht war, gelang es ihm, Wirtschaftskrise, Arbeitslosigkeit und eine Hungersnot erfolgreich einzudämmen und die Lage relativ zu beruhigen. Im Herbst 1852 trat er zurück, weil er die Forderung Napoleons III., die Presse zu zensieren, nicht erfüllen wollte und war seitdem in Brüssel ausschließlich parlamentarisch tätig, bis er am 9. November 1857 noch einmal das Innenministerium übernahm. Am 26. Oktober 1861 tauschte er das Innenressort mit dem Auswärtigen Amt und übernahm erneut das Präsidium des Kabinetts. Mit der Aufhebung des Scheldezolls noch im selben Jahr schuf er die Voraussetzungen für den Aufstieg Antwerpens zum Welthafen. Am 3. Januar 1868 trat er in den Ruhestand zurück.
Rogier gehört zu den Gründern des belgischen Staates und der liberalen Partei, hat das Grundrecht mitformuliert und die belgische Politik mehrere Jahrzehnte maßgeblich bestimmt. Negativ wird dagegen seine Politik im Dienste des wohlhabenden Bürgertums und v. a. die Bevorzugung der französischsprachigen Wallonen gesehen. So hatte er 1832 als Premierminister festgelegt: „Es ist notwendig, dass alle zivilen und militärischen Ämter ausschließlich an Wallonen und Luxemburger gehen, sodass die Flamen vorläufig von den Vorteilen solcher Ämter ausgeschlossen sind und verpflichtet werden, französisch zu lernen. Auf diese Weise wird das germanische Element allmählich vernichtet werden“. 1837 bemerkte er: La Belgique sera latine ou ne sera pas („Belgien wird lateinisch oder wird gar nicht sein“). Aufgrund dieser Position wird Rogier noch heute häufig im flämisch-wallonischen Konflikt zitiert. Trotzdem verteidigte er als Außenminister die belgische Unabhängigkeit gegenüber Frankreich unter Napoleon III. und strebte in dieser Zeit sogar einen erneuten Zusammenschluss in einem konföderativen Staat mit den Niederlanden an. In dieser Phase dichtete er 1860 die heute übliche Version der Nationalhymne La Brabançonne, bei der die heftigen Ausfälle gegen die Niederlande der früheren Fassung stark abgemildert wurden.  Am 27. Mai 1885 verstarb er im Alter von 84 Jahren in Saint-Josse-ten-Noode.